# 吻雙蟾魚
吻雙蟾魚（学名：Amphichthys cryptocentrus）為輻鰭魚綱蟾魚目蟾魚科的其中一種，分布於西大西洋區，從巴拿馬至巴西海域，棲息深度可達70公尺，頭大，軀幹短粗，體棕黑色，腹部白色，側線孔具有白色斑點，背鰭硬棘3枚，背鰭軟條29枚，臀鰭軟條23-25枚，體長可達40公分，為底棲性魚類，棲息在沿岸的沙地或岩石區，屬肉食性，以軟體動物、貝類等為食，可作為食用魚。

## 外部連結
- 吻雙蟾魚的圖片
- 吻雙蟾魚的圖片（页面存档备份，存于）